# Le voci del mondo
Le voci del mondo è un concept album discografico del cantautore italiano Ron, pubblicato nel 2004.  Racconta in musica la storia di Elias, Elsbeth e di Peter,  protagonisti de “Le Voci del Mondo”, romanzo di Robert Schneider.

## Tracce
1. Lisa – 5:11
2. Non ti credo più – 4:12
3. Caro amico fragile – 4:36
4. Ma quando dici amore – 4:24
5. Le voci del mondo – 4:37
6. Vivo – 4:41
7. Il profondo dell'azzurro del mondo – 4:21
8. Ti salverò – 5:52
9. Perso – 5:05

## Formazione
- Ron – voce, chitarra, pianoforte
- Simone Bertolotti – tastiera
- Fabrizio Leo – chitarra
- Diego Fabbri – basso
- Fabio Coppini – tastiera
- Andrea Polidori – batteria